# Olympic Toán học
Olympic Toán học là cuộc thi dành cho học sinh (thường là sinh viên). Trong cuộc thi đó thí sinh phải giải quyết những bài toán không tiêu chuẩn.
Khi tổ chức Olympic vấn đề đặt ra không chỉ nhằm phát hiện những học sinh mạnh (giỏi) nhất, mà còn nhằm tạo ra bầu không khí chung của ngày hội toán học, phát triển niềm say mê giải các bài tập và tư duy cá nhân.

## Bài tập Olympic
Khác với những ví dụ và bài tập thông thường dành cho trình độ học sinh, không có một giải thuật chung nào để giải quyết các bài toán tầm cỡ Olympic.  Mỗi bài toán như vậy là duy nhất và cần áp dụng những ý tưởng mới để giải, nhưng không cần phải là những kiến thức đặc biệt, nghĩa là những kiến thức trong chương trình học phổ thông thông thường đủ để giải quyết nó.

## Giải thưởng
Thông thường, trong các cuộc thi Olympic có một số vị trí giải (ví dụ Nhất, Nhì, Ba).
Việc đạt giải thưởng Olympic thường không mang lại những ưu thế trực tiếp (ở trường học, khi nhập học đại học), tuy nhiên đó là bằng chứng tốt cho việc phát triển những kỹ năng toán học của người học.

## Các cấp thi Olympic ởNga
- Cấp trường
- Cấp thChữ xiênành phố
- Cấp vùngàǐ

## Các cấp thi Olympic ởUkraina
- Cấp trường
- Cấp vùng
- Cấp thành phố
- Cấp tỉnh
- Olympic Toán toàn Ukraina
- Olympic Toán quốc tế

## Các cấp thi Olympic ởViệt Nam
- Cấp trường
- Cấp xã (nếu một xã có nhiều trường)
- Cấp huyện
- Cấp thành phố
- Cấp tỉnh
- Cấp quốc gia
- Olympic Toán quốc tế
- Cuộc thi ViOlympic Toán trực tuyến[1]

## Liên kết
- Tuyển tập bài toán Olympic (tiếng Nga)
- Các kỳ thi Olympic Toán và các bài toán Olympic (tiếng Nga)
- Vòng loại thành phố (tiếng Nga)
- Олимпиады для школьников.
- Olympic ở Belarus Lưu trữ ngày 10 tháng 3 năm 2015 tại Wayback Machine
- Olympic internet trong môi trường giáo dục chuyên nghiệp (tiếng Nga) Lưu trữ ngày 15 tháng 2 năm 2010 tại Wayback Machine
- Chuẩn bị cho kỳ thi Olympic (tiếng Nga) Lưu trữ ngày 15 tháng 2 năm 2010 tại Wayback Machine
- Cuộc thi ViOlympic Toán trực tuyến